# Baykan (district)
Baykan is een Turks district in de provincie Siirt en telt 28.561 inwoners (2007). Het district heeft een oppervlakte van 564,0 km².
De bevolkingsontwikkeling van het district is weergegeven in onderstaande tabel.
| 1997   | 2000   | 2007   |
| ------ | ------ | ------ |
| 28.584 | 31.500 | 28.561 |